# Le volpi della notte
Le volpi della notte è un film televisivo italiano, diretto da Bruno Corbucci e trasmesso la prima volta il 4 novembre 1986 da Italia 1. Era ispirato alla famosa serie Charlie's Angels, anche qui infatti abbiamo tre protagoniste femminili (interpretate da Viola Valentino, Fabrizia Carminati e Pamela Prati) ma anziché investigatrici ricoprono i panni di tre poliziotte.

## Trama
Elena, Miriam e Anna, le volpi della notte, sono tre belle donne ma sono anche tre agenti speciali della questura di Roma. Una sera ricevono l'incarico di partecipare ad una sfilata di alta moda: è arrivata una soffiata su di una partita di droga che dovrebbe essere scambiata là. Alla sfilata tutto avviene regolarmente, salvo il tentativo di scippo di un beauty-case di una delle indossatrici. La mattina dopo però, Daniela, l'indossatrice interessata dallo scippo, viene trovata morta e si scopre che lo scippatore era il guardaspalle dell'ingegner Mauro De Mauro, ricco costruttore. Le volpi iniziano ad indagare.

## Colonna sonora
La colonna sonora, oltre a musiche originali di Fabio Frizzi, contiene anche i seguenti brani: Iron It Out (Mike Francis), Hip Hop Bee Bop On (Mike Francis), Star (Twilight), My Mind (Twilight), Electric Friend (Twilight), Love is... (Thoty).